# Fusillade du 21 décembre 2023 à Prague
La fusillade du 21 décembre 2023 à Prague est une tuerie de masse survenue à l'université Charles dans le centre de Prague, en République tchèque. 
Le 21 décembre 2023, quatorze personnes sont tuées lors d'une fusillade à la Faculté des lettres de l'université Charles de Prague sur la place Jan Palach, dans la Vieille Ville. Vingt-cinq personnes sont également blessées, dont dix grièvement. La police, intervenue sur les lieux, boucle toute la place et ses environs. Finalement, le tueur, David Kozák,  se suicide à l’approche des forces de l'ordre et le bâtiment universitaire est évacué au bout de quelques heures.

## Réaction des autorités
Le ministre tchèque de l'Intérieur, Vít Rakušan, déclare qu'il n'y avait pas d'autres tireurs, mais exhorte tout le monde à coopérer avec la police. Le Premier ministre Petr Fiala annule le programme prévu par son emploi du temps et se rend à Prague immédiatement après la fusillade. Le président tchèque Petr Pavel publie sur X (anciennement Twitter) ses condoléances à la famille et aux amis des victimes et décrit son choc face à la fusillade.
La fusillade suscite un débat sur la possession d'armes en Tchéquie, le pays étant un des plus permissifs de l'Union européenne à ce sujet.

## Déroulement
La police a découvert que l'assaillant David Kozák, victime de troubles psychologiques, avait tué un père ainsi que son enfant dans la forêt de Klánovice (cs) le week-end précédent la fusillade du 21 décembre. Selon la police, ce double meurtre avait pour but de se tester pour voir s'il était capable de tuer. 
Le matin de la fusillade à l'Université Charles, il aurait assassiné son père à Hostouň, à l'ouest de la capitale, avant d'y avoir infructueusement posé une bombe artisanale. Il en part juste après, disant vouloir se suicider : la police est alors déjà à sa recherche. 
À son arrivée à Prague, le suspect entre dans l'université Charles où l'attaque débute, provoquant la panique tout autour : les passants fuient vers l'autre coté de la Vltava, alors que l'ambassade française fait bloquer la sortie du lycée français de Prague aux élèves. Dans l'université, des élèves se réfugient sur les toits. 
La police arrive très rapidement sur les lieux ; vers 16 heures, la police annonce sur X avoir rétabli la situation et confirme la mort du tireur par suicide,,.